# Sarah Slean
Sarah Hope Slean (Pickering, 21 de junio de 1977) es una compositora canadiense, música, poeta, artista visual y actriz ocasional. Hasta el momento ha editado once álbumes (incluyendo EP y álbumes en vivo).

## Carrera

### Principales grabaciones
Slean nació en Pickering, Ontario, y grabó su primer EP Universe (1997) a la edad de 19 años. Seguido por Blue Parade en 1998. Night Bugs fue su primer gran álbum, coproducido con Hawksley Workman y realizado por WEA en Canadá y Atlantic Records en los Estados Unidos. Este álbum fue fuertemente inspirado en la música de cabaret.
El 28 de septiembre de 2004, Slean realizó su cuarto álbum, Day One, donde su piano toma un punto más importante por primera vez. El enfoque es más en los beats, ritmos y guitarra, evidentes en el primer sencillo del álbum, "Lucky Me". Las pistas up-tempo tituladas "Day One", y "Mary", son acerca de su abuela, realizadas como segundo y tercer sencillos.

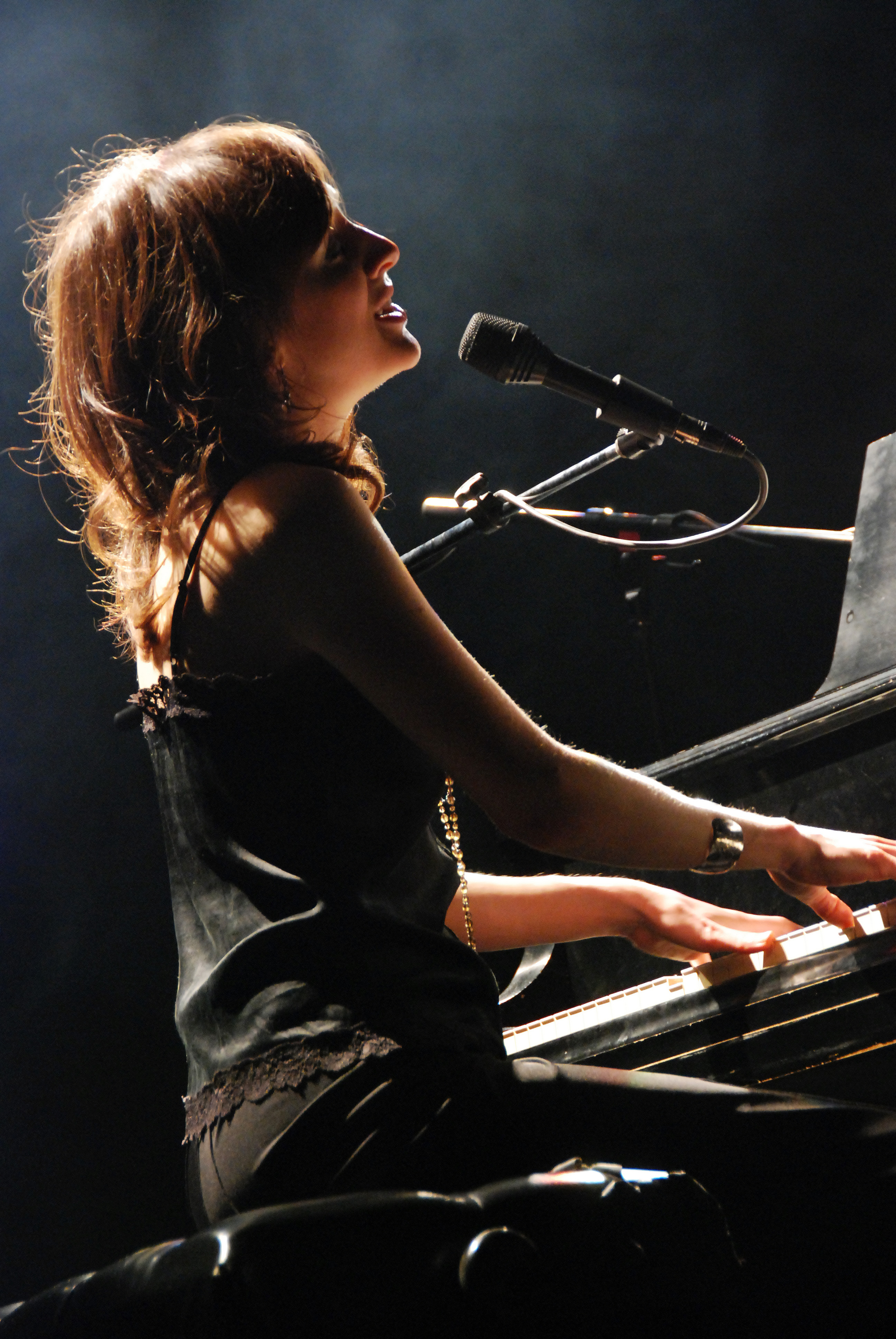
Sarah Slean performing in Edmonton, Alberta in 2006

En octubre de 2006, Slean realizó un álbum prácticamente en vivo, Orphan Music, que consiste en canciones grabadas en vivo desde el Teatro Harbourfront y el Vancouver East Cultural Centre. Otros de los sencillos fueron grabados en DNA Recording Facility en Toronto y Kensaltown Studios en Reino Unido.
El 13 de diciembre de 2007 el sitio web de Slean sufrió una reparación masiva durante la espera de su nuevo álbum, The Baroness. Los visitantes del sitio fueron invitados a registrarse a la lista de correo de Slean, al realizarlo se les permitía descargar una versión demo de su nuevo sencillo "Get Home". Las personas que preordenaron el álbum en la tienda web recibieron también una descarga de la pista "Parasol". The Baroness fue lanzado el 11 de marzo de 2008. La versión de iTunes del álbum incluyó dos pistas adicionales, "The Rose" y "The Lonely Side of the Moon." En septiembre del 2008, Slean anunció su intención de realizar un álbum con pistas de The Baroness como un EP. Tanto "Parasol" como "Modern Man" fueron confirmadas por Slean en sesiones de preguntas y respuestas de su sitio oficial. El 13 de noviembre de 2008, el boletín oficial Sarahslean.com anunció el título del EP: The Baroness Redecorates, proporcionando, también, una lista completa de las pistas.
El 27 de septiembre de 2011 Slean realizó su quinto álbum estudio titulado Land & Sea. Como previamete con Beauty Lives, cien ediciones artesanales del álbum fueron vendidas. Land & Sea fue, también, el primer trabajo de Slean en vinil.

### Otros trabajos musicales
En el 2006, contribuyó con dos covers ("Us and Them" y "Comfortably Numb") para Pink Floyd Redux, un tributo moderno de 12 pistas para Pink Floyd.
Otro notable cover de Slean es su interpretación up-tempo en piano de la canción "Julia" de Our Lady Peace, quienes han interpretado dicha versión en sus propios conciertos. El vocalista Raine Maida explicó los orígenes de la versión en piano: "Ahora tocaremos una canción de nuestro primer álbum, una versión dada en un casete, una versión diferente, de una chica de Toronto llamada Sarah Slean..."
Slean también apareció como la pianista en "Sunrise" para la cadena Fox TV, serie situada en pueblo ficticio donde los cuerpos empezaron de El asesinato en el pequeño pueblo X empezaron a aparecer.[cita requerida]
En octubre del 2008, Slean participó en el primer festival anual Canwest Cabaret Festival en Toronto. Slean interpretó sets de su propia música acompañada por el bajista Joe Phillips y el baterista Mark Mariash. Contribuyó, también, con interpretaciones de canciones de Leonard Cohen y Kurt Weill.
En marzo del 2009, Slean participó en el Círculo de Compositores Juno en Vancouver, junto a Jim Cuddy, Jacob Hoggard (de Hedley), Doc Walker, Buffy Saint-Marie, Ndidi Onukwulu, y Hawksley Workman, anfitrión del evento. Interpretó dos canciones del álbum The Baroness, "Notes from the Underground" y "Looking for Someone".
En el 2009 participó en la serie City Sonic. La serie, con la participación de 20 artistas de Toronto, incluyó su testimonio sobre la interpretación en el Rivoli mientras asistía a la Universidad de Toronto.
El 18 de abril de 2011, Slean escogió "New Pair of Eyes" del álbum Land, para ser incluida en el álbum de compilaciones Songs of Love for Japan. Sarah describe la canción como "oda a la impactante maravilla de la existencia". Songs of Love for Japan estuvo disponible por solo tres días, con todas las ganancias dirigidas a los esfuerzos para reconstrucción después del terremoto y el tsunami en Japón el 11 de marzo de 2011.

## Vida personal
Slean asistió a Dunbarton High School en Pickering. Inicialmente estudió música en la Universidad York. Completando, después, una licenciatura en Música y Filosofía en la Universidad de Toronto. 
En el 2008, Slean y su compañero compositor Royal Wood se comprometieron en París; la pareja se casó en 2009. En enero del 2014, Slean anunció que ella y Royal Wood habían "terminado la relación como amigos".

## Discografía

### Álbumes estudio
| Título        | Detalles                                                                              | Notas                                 |
| ------------- | ------------------------------------------------------------------------------------- | ------------------------------------- |
| Blue Parade   | - Lanzamiento: 17 de agosto de 1998 - Compañía discográfica: (Ninguna)                | Lanzamiento independiente             |
| Night Bugs    | - Lanzamiento: 19 de marzo de 2002 - Compañía discográfica: WEA / Atlantic Records    | Primer logro discográfico             |
| Day One       | - Lanzamiento: 28 de septiembre de 2004 - Compañía discográfica: WEA                  |                                       |
| The Baroness  | - Lanzamiento: 11 de marzo del 2008 - Compañía discográfica: WEA                      |                                       |
| Black Flowers | - Lanzamiento: 1 de junio de 2009 - Compañía discográfica: PID Productions            | Colaboración con Art of Time Ensemble |
| Land & Sea    | - Lanzamiento: 27 de septiembre de 2011 - Compañía discográfica: Pheromone Recordings |                                       |

### EP y álbumes en vivo
| Título                     | Detalles                                                                           | Notas                                                                                           |
| -------------------------- | ---------------------------------------------------------------------------------- | ----------------------------------------------------------------------------------------------- |
| Universe                   | - Lanzamiento: 1997 (Casete); 1998 (CD) - Compañía discográfica: (Ninguna)         | Lanzamiento independiente                                                                       |
| Sarah Slean EP             | - Lanzamiento: 17 de julio de 2001 - Compañía discográfica: WEA / Atlantic Records |                                                                                                 |
| Orphan Music               | - Lanzamiento: 31 de octubre de 2006 - Compañía discográfica: WEA                  | Álbum en vivo con versiones estudio recién grabadas, lados B y mezclas                          |
| The Baroness Redecorates   | - Lanzamiento: 9 de diciembre de 2008 - Compañía discográfica: WEA                 | EP lados B consisten en pistas cortadas de The Baroness                                         |
| Beauty Lives - The B-Sides | - Lanzamiento: diciembre del 2010 - Compañía discográfica: WEA                     | Colección de viejos recién grabados y pistas nuevas                                             |
| String Quartet No. 2       | - Lanzamiento: marzo del 2011 - Compañía discográfica: The Baroness Inc.           | Cuarteto de cuerdas escrito como un comisionado para la Compañía The Blue Ceiling Dance Company |

### Sencillos
| Título                  | Detalles                                                            | Notas                                                   |
| ----------------------- | ------------------------------------------------------------------- | ------------------------------------------------------- |
| "Lucky Me"              | - Lanzamiento: 6 de julio de 2004 - Compañía discográfica: WEA      |                                                         |
| "When Another Midnight" | - Lanzamiento: 16 de noviembre de 2004 - Compañía discográfica: WEA | Participaciones del artista de hip-hop K-OS             |
| "Mary"                  | - Lanzamiento: 9 de agosto de 2005 - Compañía discográfica: WEA     | Improbable mezcla popde radio, no la versión de Day One |

### Lanzamientos de radio
- "Sweet Ones" (2002)
- "Weight" (2002)
- "Duncan" (2003)
- "Lucky Me" (2004)
- "Day One"(2005)
- "Mary" (2005)
- "Somebody's Arms" (2005)
- "Get Home" (2008)
- "Set It Free" (2011)

### Videos musicales
- "Weight" (1998)
- "High" (2000)
- "Sweet Ones" (2002)
- "Lucky Me" (2004)
- "Day One"(2005)
- "Mary" (2005)
- "Get Home" (2008)
- "The Rose" (2010)
- "Set It Free" (2011)
- "The Devil & the Dove" (2012)
- "Society Song" (2012)

## Filmografía
- Black Widow (2005)

A finales del 2004, Slean filmó Black Widow con el director canadiense David Mortin, un filme noir musical basado en Evelyn Dick, un caso de asesinato. El film fue premiado en septiembre de 2005 en el Circuito del Festival Cinematográfico y en CBC Television en enero del 2006.
- Tales of the Baroness (2007)

En el 2006, Slean participó una vez más con el director de video Nelson Chan ("Mary", "Day One") para crear la tercera parte de un film corto titulado Tales of the Baroness. El primer segmento salió al aire el 11 de mayo de 2007 en Bravo!.
- Last Flowers (2009)

En el 2009, Slean estuvo en otro filme corto, Last Flowers escrito y dirigido por CJ Wallis y producido por Elli Weisbaum.  
- The Translator (2010)

Slean participó como la Mujer en el filme francés, un cortometraje de Sonya Di Rienzo.

## Premios y reconocimientos
- 2003 Premios Juno: Nuevo Artista del Año – Nominación
- 2005 Premios Juno: Álbum Alternativo Adulto del Año (Day One) – Nominación
- Premios Gemini 2005: Mejor Actuación en Programas o Series de Artes Escénicas (2004 Governor General's Performing Arts Award) – Nominación[12]
- Premios Gemini 2006: Mejor Actuación en Programas o Series de Artes Escénicas (Black Widow) – Nominación[12]
- 2009 Premios Juno:Álbum Alternativo Adulto del Año (The Baroness) – Nominación
- 2011 Premios Leo: Mejor Video musical ("The Rose": CJ Wallis – Productor)[13]

Puede ser notable que dos  Grabaciones ingenieriles han sido nominadas en Ingeniería de Grabación del Año categoría en  Juno por su trabajo con Slean: Peter Prilesnik en 2005 por Day One, y Jeff Wolpert en 2012 por Land & Sea.